# PCMark
PCMark (от англ. "mark" — рус. "метка" или "оценка") — название серии компьютерных бенчмарков, разработанных финской компанией Futuremark (ранее MadOnion.com). Эта серия бенчмарков спроектирована для тестирования следующих компонентов персонального компьютера: центральный процессор, материнская плата, оперативная память, винчестер. Программы серии PCMark тестируют стабильность и производительность работы процессоров, скоростные характеристики и пропускную способность оперативной и постоянной памяти, а также множество других характеристик компьютерных компонентов. Для тестирования используются различные тесты, как синтетические, нагружающие определённые блоки компьютера, так и прикладные, например архивация данных, кодирование и декодирование аудио и видео, производительность физического движка и т. д.

## Версии PCMark

### Не поддерживаемые
1. PCMark 2002
2. PCMark04
3. PCMark05
4. PCMark Vantage
5. PCMark 7[1]
6. PCMark 8[2]

### Поддерживаемые
1. PCMark 10[3]